# Marinarozelotes adriaticus
Marinarozelotes adriaticus es una especie de araña araneomorfa del género Marinarozelotes, familia Gnaphosidae. Fue descrita científicamente por Caporiacco en 1951.
Se distribuye por Portugal, Italia y China. El cuerpo del macho mide aproximadamente 4-4,95 milímetros de longitud y el de la hembra 5,2-6,6 milímetros.